# Xanthetis
Xanthetis är ett släkte av fjärilar. Xanthetis ingår i familjen björnspinnare.
Kladogram enligt Catalogue of Life:
| Xanthetis | \| \| Xanthetis luzonica \| \| \| \| \| \| Xanthetis naringa \| \| \| \| \| \| Xanthetis obiensis \| \| \| \| \| \| Xanthetis pardalina \| \| \| \| |
|           | \| \| Xanthetis luzonica \| \| \| \| \| \| Xanthetis naringa \| \| \| \| \| \| Xanthetis obiensis \| \| \| \| \| \| Xanthetis pardalina \| \| \| \| |
|           | Xanthetis luzonica |
|           | |
|           | Xanthetis naringa |
|           | |
|           | Xanthetis obiensis |
|           | |
|           | Xanthetis pardalina |
|           | |